# Zalla
Zalla – gmina w Hiszpanii, w prowincji Biskaja, w Kraju Basków, o powierzchni 30,83 km². W 2011 roku gmina liczyła 8442 mieszkańców.